# Collège alpin Beau Soleil
Pour les articles homonymes, voir Beausoleil.
 (mai 2016).
Si vous disposez d'ouvrages ou d'articles de référence ou si vous connaissez des sites web de qualité traitant du thème abordé ici, merci de compléter l'article en donnant les références utiles à sa vérifiabilité et en les liant à la section « Notes et références ».
Le collège alpin Beau Soleil, est une école privée de Suisse fondée en 1910, puis reprise par la famille De Meyer, et située à Villars-sur-Ollon (canton de Vaud) en Suisse, à 1 259 mètres au-dessus de niveau de la mer. Il accueille des élèves âgés de 11 à 18 ans, de plus de 40 nationalités différentes. Dirigé par la famille de Meyer jusqu'en 2010, le collège a ensuite intégré le groupement d'écoles Nord Anglia Education. Le montant des frais d'écolage est de 150 000 CHF par an.

## Historique
Le collège est fondé en 1910 dans un chalet de Gstaad. La direction est assurée par Bluette Ferrier Terrier. Le collège est ensuite déplacé à Villars-sur-Ollon, dans le canton de Vaud. En 1958, Pierre de Meyer devient directeur, puis ce fut au tour de son fils, Jérôme de Meyer, en 1991.
Le 15 décembre 2005, 90 élèves anciens élèves et professeurs du collège déploient le drapeau de l'école au sommet du mont Kilimandjaro à 5 892 m d'altitude.
En 2011, la société d'exploitation du collège est vendue au groupe Nord Anglia Education basé à Hong Kong. La direction de l'école reste d'abord dans les mains de Jérôme de Meyer puis change en 2013 pour Frances King, qui devient la nouvelle directrice du collège.

## Cursus
Beau Soleil propose deux sections différentes, en parallèle : une section française et une section internationale. Le programme scolaire comprend des matières classiques et des activités (art, musique, théâtre, sport...).
La section française
Les classes vont de la 6e à la terminale. Cette section prépare aux examens officiels français : le diplôme national du brevet, en fin de 3e, et le baccalauréat, en fin de terminale. Les matières enseignées dans la section française sont conformes aux exigences du ministère français de l'Éducation nationale.
La section internationale
Les classes vont du 6th au 12th grade. Cette section prépare à l'IGCSE (International General Certificate of Secondary Education), en fin de 10th grade, et au BI (Baccalauréat international), en fin de 12th grade.

## Accréditations et accords
Le collège est accrédité par trois institutions internationales :
Le CIS (Council of International Schools), le NEASC (New England Association of Schools and Colleges) et l'IBO (Organisation du baccalauréat international (International Baccalaureate Organisation).
Le collège a un accord avec l’académie de Grenoble afin de pouvoir faire passer aux élèves de la section française le baccalauréat français ainsi que le diplôme national du brevet. Il fait partie de l’Association vaudoise des écoles privées (AVDEP), de la Fédération suisse des écoles privées (FSEP), de l'association internationale Round Square et est inscrit dans le registre suisse des écoles privées.

## Enseignants notables
- Georges Borgeaud (1914-1998), écrivain suisse, y a enseigné en 1934-1935 et 1935-1936.

## Élèves notables
Personnalités qui ont suivi leur scolarité au collège alpin Beau Soleil :
- Jean-Daniel Dätwyler, skieur olympique suisse ;
- le prince Guillaume de Luxembourg, grand-duc héritier de Luxembourg et fils du grand-duc Henri ;
- le prince Félix de Luxembourg, frère cadet du précédent ;
- le prince Louis de Luxembourg, frère cadet des deux précédents ;
- Marie Cavallier, devenue la princesse Marie de Danemark en épousant le prince Joachim, fils cadet de la reine Margrethe II ;
- Jacques Villeneuve, champion de formule 1
- Charlotte Gainsbourg. Un jour, Claude Miller est allé la voir au collège, alors qu'elle s'y trouve depuis près d'une année, pour lui proposer de tourner dans L'Effrontée. Elle quitte ensuite le collège et enchaîne les tournages[4].